# Jeppesen
Jeppesen — американская компания, являющаяся одним из мировых лидеров на рынке обеспечения аэронавигационной информацией. Предоставляет также услуги по планированию полетов и образовательные услуги в области авиации. Компания является подразделением Boeing Commercial Airplanes. Штаб-квартира расположена в Инвернессе (штат Колорадо, США). Компания имеет представительства в различных странах, в том числе Германии, Великобритании, Австралии.

## История
Компания основана в 1934 году Элреем Борджем Джеппесеном, работавшим пилотом в компании Varney Airlines. Он первым начал составлять карты для обеспечения навигации во время полетов. Собранная им информация и нарисованные схемы вначале предназначались для личного использования, но вскоре пилот понял, что у его записей есть коммерческий потенциал. Копии его сборника стали продаваться по 10 долларов. Постепенно, коллекция карт расширялась благодаря другим пилотам, которые передавали Джеппесену свои записи. В конце 1930-х Джеппесен стал работать в United Airlines, эта компания стала первой, использовавшей его карты. Постепенно составление сборника стало отнимать слишком много времени и стало основным источником заработка для своего создателя. Он оставил работу пилота.
Кроме авиационных карт Jeppesen выпускает множество программ, навигационных баз данных, а также продукцию для морских и речных судов. 
4 октября 2000 года фирму Jeppesen купила корпорация Боинг.

## Деятельность компании
Jeppesen предоставляет информационные услуги для авиакомпаний и пилотов. Компания выпускает ряд сборников аэронавигационной информации и карт для полетов по правилам визуальных полетов, схем захода на посадку и взлета, литературы по авиации, программного обеспечения, учебных пособий. Продукция предназначена для разных потребителей, включая частную и коммерческую авиацию, преподавателей в авиашколах и т. д.
Компания выпускает пособия и программное обеспечение для планирования полетов, а также обеспечивает услуги по планированию полетов, включая даже заказ гостиниц для пребывания пилотов.